# Onychargia
Onychargia is een geslacht van libellen (Odonata) uit de familie van de waterjuffers (Coenagrionidae).

## Soorten
Onychargia omvat 2 soorten:
- Onychargia atrocyana Selys, 1865
- Onychargia vittigera Selys, 1891